# Sammy Masters
Sammy Masters (Sasakwa, 18 juli 1930 - Orange (Californië), 8 maart 2013) was een Amerikaanse rockabilly-zanger.

## Jeugd
Sammy Masters toonde reeds op jonge leeftijd interesse voor muziek. Hij werd beïnvloed door de cowboy-zangers Gene Autry, Roy Rogers en Tex Fletcher, die hij in de bioscoop zag en de Grand Ole Opry en Bob Wills. Op 12-jarige leeftijd trad hij voor de eerste keer op bij radiozender KVOO. Kort daarna bestreed hij een optreden met Johnny Lee Wills, de broer van Bob Wills. Aan het eind van de jaren 1940 verhuisde de familie naar Californië, waar hij zijn schooltijd succesvol afrondde. Daarnaast speelde hij ongeveer een half jaar lang met de country-zanger Spade Cooley, die toentertijd grote populariteit genoot. Zijn eerste single Lost Little Nickel, nam hij op bij Cormac Records. Na zijn tweede single Crazy River werd hij opgeroepen voor de militaire dienstplicht en werd gestationeerd in Korea, waar hij deelnam aan de Koreaanse Oorlog. Toen hij in 1954 het leger verliet, tekende hij een platencontract bij 4 Star Records.

## Carrière
Zijn eerste publicatie daar, Turn The Cards Slowly, zou later een hit worden voor Patsy Cline. Masters toonde echter weinig interesse voor country-nummers, maar des te meer voor de rockabilly. In 1956 vond dan de eerste rockabilly-sessie plaats met de gitarist Jimmy Bryant, bij wie het nummer Pink Cadillac en Whop-T-Bop werden opgenomen. Opmerkelijk was, dat Masters niet de ritmegitaar speelde, maar de contrabas en daarbij ook zong. Naast Masters en Bryant bestond de achtergrondband verder uit Jerry Miller (steelgitaar) en Jimmy Randall (drums). Andere bronnen vermelden Ralph Roe als leadgitarist. Een jaar later werd Pink Cadillac bij Modern Records met erbij gemengde drums onder de naam Johnny Todd weer gepubliceerd. Ondertussen bracht Masters zijn volgende single uit, de ballad Angel. In hetzelfde jaar bestreed hij meerdere optredens in de Town Hall Party, een van de succesvolste radio- en tv-programma's van de westkust. De doorbraak lukte echter niet. Zijn laatste single Jodie, met als B-kant If I Could See The World, die ook weer werd gecoverd door Patsy Cline, verscheen in 1957. Teleurgesteld door het floppen van de singles verliet hij 4 Star Records.
Masters vond daarna een job bij American Music Records als songwriter. Kort daarna tekende hij op verzoek van Terry Fell bij diens label Lode Records en publiceerde de song Rockin' Red Wing. Het nummer werd reeds in 1927 opgenomen door de countrymuzikant Riley Puckett. Overdonderd door het succes (64e plaats, Billboard pophitlijst) publiceerde hij meerdere singles, echter deze keer zonder succes. In 1961 bereikte Patsy Cline met Crazy de toppositie van de hitlijst. De song werd geschreven door Willie Nelson, een goede vriend van Masters. De B-kant bevatte Masters song Who Can I Count On?, die profiteerde van het enorme succes. Veel bekende zangers, waaronder Bobby Darin en Wayne Newton, namen hun versie van het nummer op. In hetzelfde jaar had Masters zijn eigen label opgericht, waarop hij tijdens de daaropvolgende jaren singles publiceerde. Gelijktijdig lukte hem een carrière als tv- en radiopresentator. Hij had tot aan zijn dood een radioprogramma met Johnny Horton en presenteerde tijdens de jaren 1960 en 1970 tv-shows zoals Jukebox Saturday Night en Country Music Time.
Tijdens de jaren 1980 bereikte Masters in het zog van de rockabilly-revivals vooral in Europa grote bekendheid en trad op met andere rockabillysterren als Joe Clay, Merrill Moore en Otis Williams tijdens het Rock-'n-Roll Weekend in Engeland.

## Overlijden
Sammy Masters overleed in 2013 op 82-jarige leeftijd in Orange, Californië.

## Discografie

### Singles
Cormac Records
- 1951: Lost Little Nickel / May I Call You Darlin'?

4 Star Records
- 1956: Pink Cadillac / Some Like It Hot
- 1956: Whop-T-Bop / Flat Fleet
- 1956: Whop-T-Bop / 2 Rock-A-4
- 1957: Angel / My Heart is a Hobo
- 195?: Angel / My Heart Is A Hobo / Tall Grows the Sycamores / The Drifter (EP)
- ca. 1958/1959: Stop the World (And Let Me Off) / Pink Cadillac / A Wonderful Time Up There / Tall Grows the Sycamores (EP)
- 1958: Jodie / If I Could See the World

Modern Records
- 1956: Pink Cadillac / What's Up

Decca Records
- 1957: Tall Grow the Sycamores / The Drifter

Moonglow Records
- 1958: Whop-T-Bop / 2 Rock-A4
- 1958: Pink Cadillac / Some Like It Hot

Warner Bros. Records
- 1959: Rockin' Red Wing / Lonely Weekend

Lode Records
- 1960: Rockin' Red Wing / Lonely Weekend
- 1960: Charolette (In the Pink Corvette) / Golden Slippers
- 1961: Never / Pierre the Poodle and the Puppy Dogs

Dot Records
- 1960: Charolette (In the Pink Corvette) / Golden Slippers

Galahad Records
- 1962: Stick Around Joe / Remind Me Baby
- 1963: All Alone in San Antone / Roses Remind Me Of You
- ####:	The Letter (from South Vietnam) / Little Ben

Kapp Records
- 1964: I Fought The Law (And the Law Won) / A Big Man Cried
- 1964: Louisiana Jane / Barcelona Baby

D&D Records
- 1965: You Can Have Her / You Can Have Her (instrumentaal)

### Niet gepubliceerd
- ####: Gone Man Gone
- ####: Twin Pipes and Pin Stripes'
- 1959: Rockin' Red Wing (alt. Version)

- Bibsys: 5079459
- Gemeinsame Normdatei: 134809300
- International Standard Name Identifier: 0000 0000 5845 4823
- Library of Congress Control Number: no2006009922
- MusicBrainz: 0ee34caa-31c3-4b34-9fa1-5efec8b5fefb
- Virtual International Authority File: 79792508
- WorldCat: E39PBJcBX6DJ9JCxFVcFpPvGpP